# Afschin Fatemi
Afschin Fatemi (* 1972 in Mainz) ist ein deutscher Dermatologe und Phlebologe. Er ist auf Schönheitsoperationen spezialisiert.

## Leben
Fatemi studierte zwischen 1990 und 1996 an der Universität zu Lübeck, an der Cornell University, an der Columbia University sowie in Port of Spain Medizin. Zwischen 1996 und 1998 machte er ein ärztliches Praktikum an der Hautklinik Minden und wurde 1998 approbiert. Von 1998 bis 1999 arbeitete er als Assistenzarzt in der Privatklinik Clinical Concepts in Düsseldorf. Von 1998 an hospitierte er bei verschiedenen plastischen Chirurgen in Honolulu, New York, Rio de Janeiro, Denver und Dortmund. Er promovierte im Jahr 2007 an der Universität Münster im Bereich Dermatologie.
Im Jahr 2002 gründete er seine erste Privatklinik S-thetic Clinic in Unna, auf diese folgte eine Privatklinik in Düsseldorf (ab 2003) und eine Privatpraxis in München (ab 2005). 2007 gründete er eine S-thetic Clinic in Hamburg, eine S-thetic Lounge folgte 2009 in Düsseldorf.
Fatemi ist geschieden und hat zwei Kinder. Fatemis Eltern stammen aus dem Iran, er selbst wuchs in Deutschland auf.
Seit circa 2008 behandelt er auch regelmäßig hilfsbedürftige Menschen im Ausland. Meist umfassen diese Behandlungen die Entfernung von Tumoren im Gesichts- und Kopfbereich sowie am Hals. Aber auch Verbrennungen und Lidrekonstruktionen gehören dazu. Ermöglicht wird dies durch die Umbrella-Stiftung, die sich durch Spendengelder finanziert. 
Des Weiteren behandelt Fatemi seit 2017 in Zusammenarbeit mit einem Verein kostenlos Aussteiger aus der Neonazi-Szene, um sie von ihren Tattoos zu befreien und so ihre Rückkehr in die Gesellschaft zu unterstützen.

## Kritik
Aufgrund seiner Medienpräsenz und offenen Kritik an der Branche der ästhetischen Chirurgie, die er auch in seinem Buch Einmal J. Lo’s Po, bitte – Aufzeichnungen eines Schönheitschirurgen äußert, steht Fatemi in der Kritik. Zudem wird ihm vorgeworfen, dass er nicht operieren dürfe, da er kein Arzt für Plastische Chirurgie sei. Gesetzlich ist das Handeln Fatemis erlaubt, aufgrund der Problematik wurde er jedoch 2005 aus der Gesellschaft für Ästhetische Chirurgie Deutschland (GÄCD) ausgeschlossen. Seit 2025 ist er wieder Mitglied.

## S-thetic Circle
Fatemi ist Tagungsleiter und Veranstalter des S-thetic Circles, einer jährlich stattfindenden Fachveranstaltung im Bereich der plastisch-ästhetischen Chirurgie und Dermatologie. Die interdisziplinäre Konferenz richtet sich an Fachärzte aus den Bereichen Dermatologie, plastische Chirurgie, HNO-Heilkunde sowie Mund-, Kiefer- und Gesichtschirurgie. 2025 fand die Konferenz zum 18. Mal statt.

## Dr. Fatemi’s Umbrella Stiftung
Dr. Fatemi’s Umbrella Stiftung ist eine international tätige gemeinnützige Organisation, die sich seit 2006 für den Zugang zu medizinischer Versorgung für bedürftige Menschen weltweit einsetzt. Ziel der Stiftung ist es, medizinische Hilfe in Krisengebiete, entlegene Regionen und überlastete Versorgungseinrichtungen zu bringen und dort langfristige Gesundheitsstrukturen aufzubauen. Die Stiftung wurde im Jahr 2006 von Fatemi gegründet. Inspiriert von seiner medizinischen Arbeit und der Überzeugung, dass jeder Mensch das Recht auf medizinische Versorgung hat, initiierte er zunächst kleinere Einsätze in unterversorgten Regionen. Daraus entwickelte sich eine kontinuierlich wachsende Hilfsorganisation mit medizinischem Schwerpunkt.
Die Umbrella Stiftung organisiert medizinische Hilfseinsätze in Regionen mit unzureichender Gesundheitsversorgung – etwa in Dörfern ohne Zugang zu Ärzten, in Krisen- und Kriegsgebieten oder in stark überlasteten Kliniken. Dabei arbeitet sie eng mit lokalen Partnern zusammen und fördert die Ausbildung von medizinischem Personal vor Ort.
Zu den wichtigsten Tätigkeitsfeldern zählen:
- Durchführung medizinischer Einsätze in unterversorgten Regionen
- Behandlung akuter und chronischer Erkrankungen
- Schulung und Weiterbildung lokaler medizinischer Fachkräfte
- Aufbau nachhaltiger medizinischer Strukturen durch lokale Partnerschaften

Seit ihrer Gründung hat die Stiftung über 774 Patienten behandelt und mehr als 18 medizinische Einsätze weltweit durchgeführt. Über 10 Partnerschaften mit lokalen Organisationen unterstützen den nachhaltigen Ansatz der Stiftung. 
Die Stiftung finanziert sich durch Spenden, private Fördermittel sowie durch die Unterstützung ehrenamtlicher Helfer. Alle Mittel fließen direkt in die medizinischen Projekte und die Infrastrukturentwicklung vor Ort.
Am 8. Mai 2025 fand die erste Charity-Gala der Stiftung in Düsseldorf statt, mit dem Ziel, Spenden für die Auslandseinsätze zu sammeln. Unter den prominenten Gästen waren unter anderem Elizabeth Hurley und ihr Sohn Damian, Cathy Hummels, Giulia Siegel, Dolly Buster, Magdalena Brzeska und Paul Janke. Moderiert wurde die Veranstaltung von Laura Karasek.

## Funktionen
- Vorstandsmitglied der European Society of Esthetic Dentistry (ESED)

## Werke
- Afschin Fatemi, Sebastian Brück: Die gefragtesten Schönheitsoperationen : Techniken, Risiken, Arztwahl. Goldmann, München 2004, ISBN 3-442-16695-0.
- Afschin Fatemi: Einmal J. Lo's Po, bitte : Aufzeichnungen eines Schönheitschirurgen. Egmont, Köln 2009, ISBN 978-3-8025-3685-4.